# It's Got Me Again!
Pour plus de détails, voir Fiche technique et Distribution.
It's Got Me Again! est un film américain d'animation réalisé par Rudolf Ising, sorti en 1932. Il est le premier dessin animé de Warner Bros. à être proposé à l'Oscar du meilleur court métrage.
Produit par Leon Schlesinger et distribué par Warner Bros. Cartoons, ce cartoon fait partie de la série Merrie Melodies.

## Synopsis
Une tribu de souris ressemblant à Mickey Mouse (mais nues), jouent et dansent dans un atelier d’instruments de musique, tandis que la chanson It’s Got Me Again! passe sur un gramophone poussiéreux. Lorsqu’un chat affamé se présente et essaie de manger les souris, la plupart d’entre elles s’échappent, mais une souris est cernée dans un coin de la pièce. Cependant, elle n’est pas mangée car les autres souris attaquent le chat à coups de baguettes de tambour, d'aiguilles de gramophone et de flammes de chalumeau, et sauvent ainsi leur amie.

## Fiche technique
- Réalisation : Rudolf Ising
- Production : Leon Schlesinger Studios
- Musique originale : Frank Marsales
- Montage : Treg Brown
- Format : 35 mm, ratio 1.37 :1, noir et blanc, mono
- Durée : 7 minutes
- Pays :  États-Unis
- Langue : anglais
- Genre : animation
- Distribution : 
  - 1932 : Warner Bros. Pictures cinéma
  - 1996 : MGM/UA Home Entertainment (USA) vidéo et laserdisc
  - 2005 : Warner Home Video (USA) DVD
- Date de sortie : 
  - États-Unis : 14 mai 1932

### Animation
Les animateurs : 
- Friz Freleng (comme Isadore Freleng)
- Thomas McKimson (en)
- Norm Blackburn (non crédité)
- Rollin Hamilton (non crédité)
- Larry Martin (non crédité)
- Carman Maxwell (non crédité)
- Robert McKimson (non crédité)
- Paul J. Smith (non crédité)

## Musiques
- It's Got Me Again

Composée par Bernice Petkere, paroles d'Irving Caesar
- Yankee Doodle

Musique traditionnelle
- The Girl I Left Behind Me (en)

Musique traditionnelle
- The Sailor's Hornpipe (en)

Musique traditionnelle
- Valse des rayons (dite aussi Valse chaloupée) du ballet Le Papillon

Composée par Jacques Offenbach. Musique de la « danse apache » jouée au piano par le couple de souris tragiques

## À propos du film
Il s'agit du premier dessin animé de la Warner Bros. à être nommé pour un Oscar. Il a perdu face à Des arbres et des fleurs (Flowers and Trees) de Walt Disney